# Roger Dumas (Komponist)
Roger Auguste Dumas (* 31. Dezember 1897 in Salindres, Département Gard, Frankreich; † 15. Juni 1951 in Paris) war ein französischer Komponist. 

## Biografie
Roger Auguste Dumas studierte am Conservatoire de musique, danse et art dramatique in Nîmes und anschließend am Conservatoire national supérieur de musique et de danse (CNSMD) in Paris. Mit Flouette wurde in Toulon am 3. September 1924 seine erste von ihm komponierte Oper uraufgeführt. Es sollten bis 1949 mit Ignace, Danseur de casino, Chasseurs d’images und Oscar vier weitere Opern folgen. 1930 debütierte Dumas mit seiner Musik zu Cendrillon de Paris als Filmkomponist. Bis 1950 folgten über 20 weitere Filmkompositionen, darunter für Liebe im Süden, Die Teufelshand, Sein schwierigster Fall und Der unfreiwillige Fallschirmjäger.

## Opern
- 1924: Flouette (aufgeführt in Toulon)
- 1935: Ignace (Oper in drei Akten; Text und Geschichte von Jean Manse;  Théâtre de Variétes, Marseilles)
- 1935: Danseur de casino
- 1946: Chasseurs d’images
- 1949: Oscar

## Filmografie (Auswahl)
- 1930: Cendrillon de Paris
- 1942: Liebe im Süden (Simplet)
- 1943: Die Teufelshand (La main du diable)
- 1944: Sein schwierigster Fall (Cécile est morte!)
- 1950: Der unfreiwillige Fallschirmjäger (Uniformes et grandes manœuvres)